# Tilloloy
'Tilloloy (Canton de Roye), ne doit pas être confondue avec Fresnes-Tilloloy (canton d'Oisemont), toutes deux communes du département de la Somme.
Tilloloy est une commune française située dans le département de la Somme, en région Hauts-de-France.

## Géographie

### Localisation
Tilloloy est un village picard situé au sein de la région naturelle du Santerre, aux confins des pays de l'Amiénois et du Vermandois et est limitrophe de l'Oise.
À vol d'oiseau, la localité est située à 7 km au sud-ouest de Roye, 13 km à l'est de Montdidier, 19 km au nord-ouest de Noyon, 26 km au nord-ouest de Compiègne, 43 km au sud-est d'Amiens et à 45 km au sud-ouest de Saint-Quentin.
Le territoire de la commune est limitrophe de ceux de cinq communes.
Les communes limitrophes sont Conchy-les-Pots, Beuvraignes, Bus-la-Mésière, Dancourt-Popincourt et Laucourt.

### Géologie et relief
La partie nord du territoire fait partie du riche plateau du Santerre. La partie sud a une structure géologique très diverse qui explique la présence importante de zones boisées.
Dans les zones de sables humides prolifère le muguet.

### Hydrographie
La commune est traversée par la ligne de partage des eaux entre les bassins hydrographiques Artois-Picardie et Seine-Normandie. Elle n'est drainée par aucun cours d'eau.

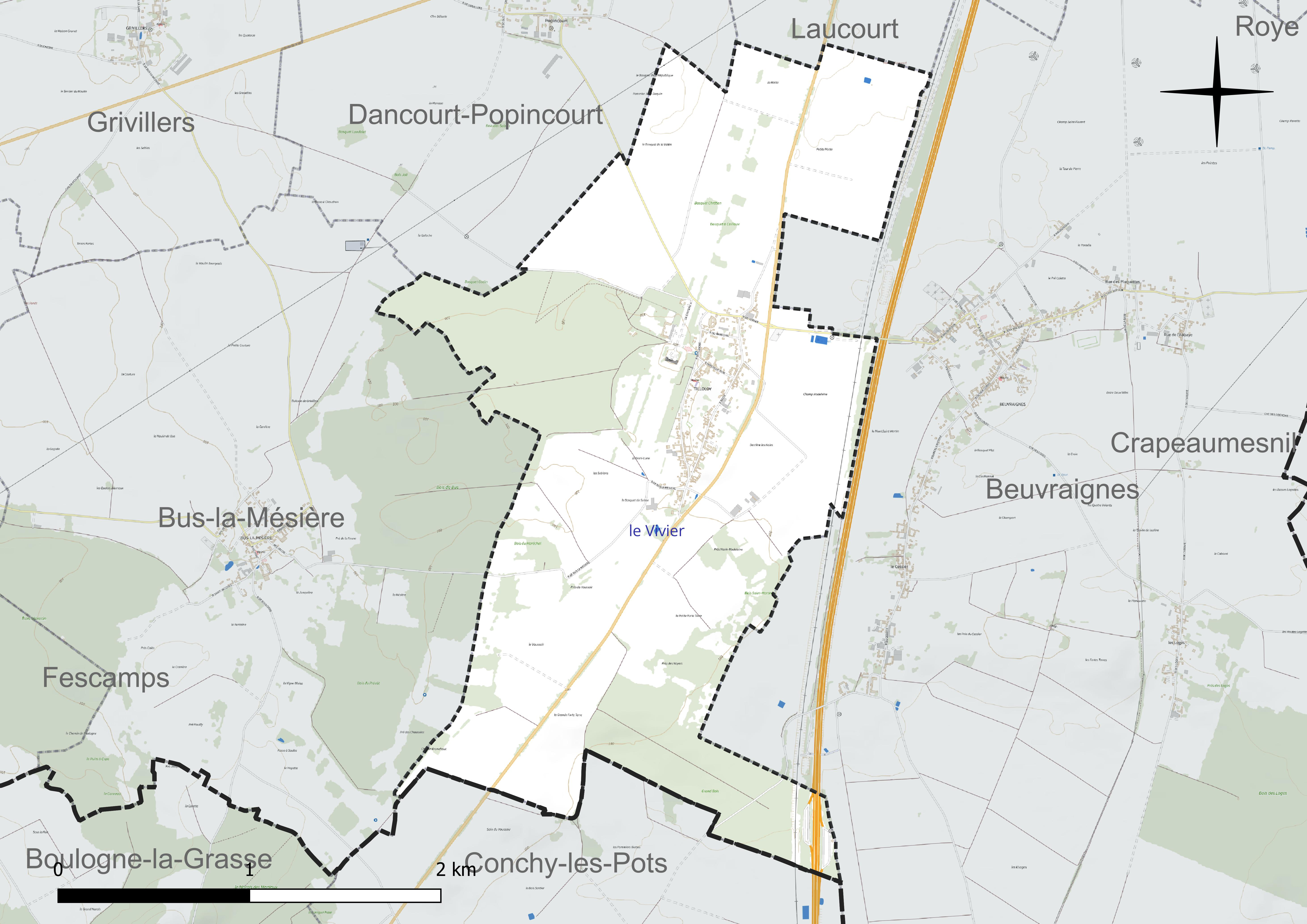
Réseau hydrographique de Tilloloy.

Un plan d'eau complète le réseau hydrographique : le Vivier (0,1 ha),.

### Climat
Pour des articles plus généraux, voir Climat des Hauts-de-France et Climat de la Somme.
En 2010, le climat de la commune est de type climat océanique dégradé des plaines du Centre et du Nord, selon une étude du CNRS s'appuyant sur une série de données couvrant la période 1971-2000. En 2020, Météo-France publie une typologie des climats de la France métropolitaine dans laquelle la commune est exposée à un climat océanique et est dans la région climatique Nord-est du bassin Parisien, caractérisée par un ensoleillement médiocre, une pluviométrie moyenne régulièrement répartie au cours de l'année et un hiver froid (3 °C).
Pour la période 1971-2000, la température annuelle moyenne est de 10,3 °C, avec une amplitude thermique annuelle de 14,3 °C. Le cumul annuel moyen de précipitations est de 699 mm, avec 11,4 jours de précipitations en janvier et 8,3 jours en juillet. Pour la période 1991-2020, la température moyenne annuelle observée sur la station météorologique la plus proche, située sur la commune de Rouvroy-en-Santerre à 14 km à vol d'oiseau, est de 10,8 °C et le cumul annuel moyen de précipitations est de 635,8 mm,. Pour l'avenir, les paramètres climatiques de la commune estimés pour 2050 selon différents scénarios d'émission de gaz à effet de serre sont consultables sur un site dédié publié par Météo-France en novembre 2022.

## Urbanisme

### Typologie
Au 1er janvier 2024, Tilloloy est catégorisée commune rurale à habitat dispersé, selon la nouvelle grille communale de densité à sept niveaux définie par l'Insee en 2022.
Elle est située hors unité urbaine. Par ailleurs la commune fait partie de l'aire d'attraction de Roye, dont elle est une commune de la couronne,. Cette aire, qui regroupe 35 communes, est catégorisée dans les aires de moins de 50 000 habitants,.

### Occupation des sols
L'occupation des sols de la commune, telle qu'elle ressort de la base de données européenne d'occupation biophysique des sols Corine Land Cover (CLC), est marquée par l'importance des territoires agricoles (66,7 % en 2018), en diminution par rapport à 1990 (69,6 %). La répartition détaillée en 2018 est la suivante : 
terres arables (57,6 %), forêts (20,9 %), zones agricoles hétérogènes (9,1 %), zones urbanisées (5,7 %), espaces verts artificialisés, non agricoles (3,9 %), zones industrielles ou commerciales et réseaux de communication (2,8 %). L'évolution de l'occupation des sols de la commune et de ses infrastructures peut être observée sur les différentes représentations cartographiques du territoire : la carte de Cassini (XVIIIe siècle), la carte d'état-major (1820-1866) et les cartes ou photos aériennes de l'IGN pour la période actuelle (1950 à aujourd'hui).

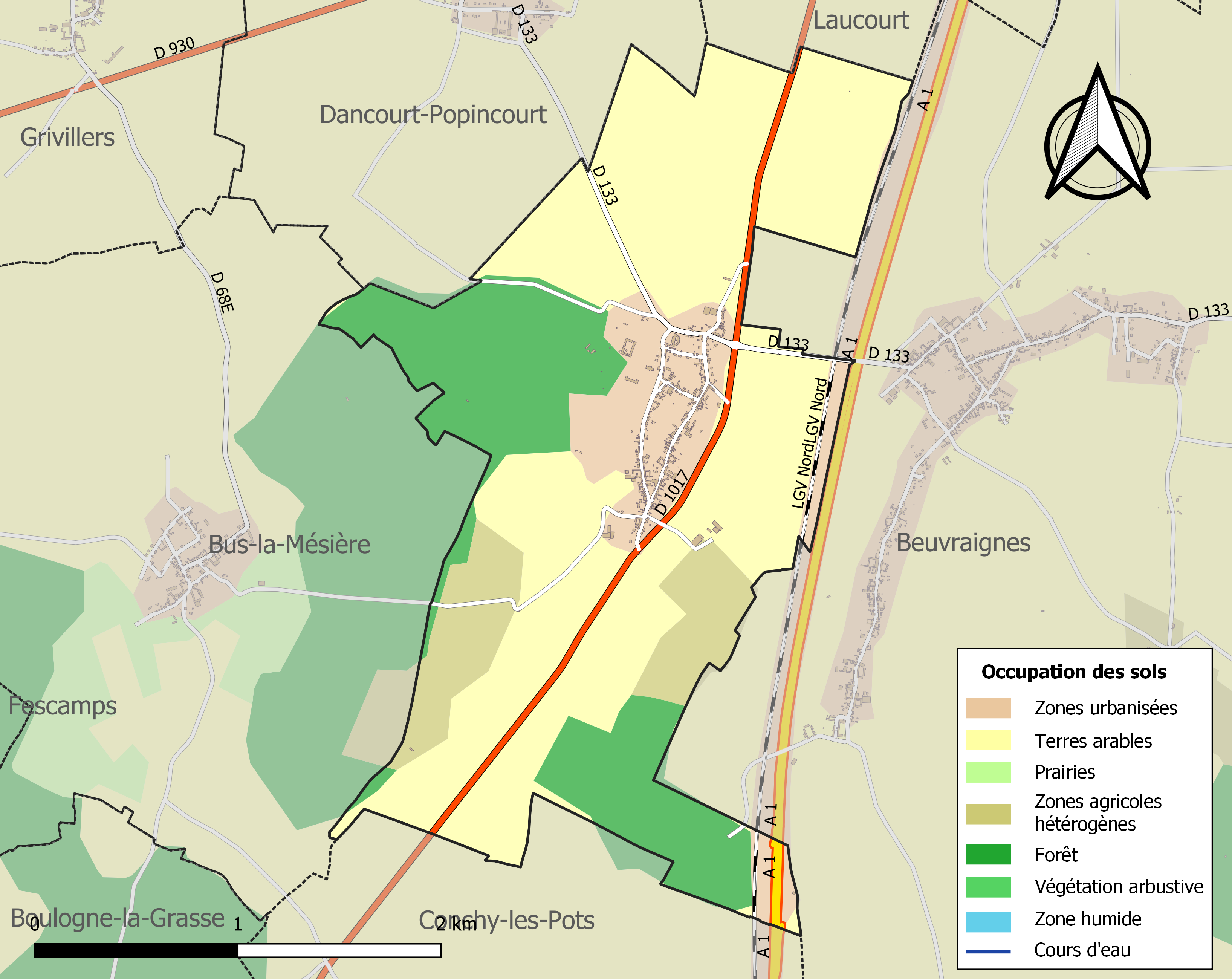
Carte des infrastructures et de l'occupation des sols de la commune en 2018 (CLC).

### Voies de communication et transports
Les deux tracés parallèles de l'autoroute A1 et du TGV Nord limitent le territoire communal à l'est et le séparent de Beuvraignes.
La commune est desservie, en 2023, par la ligne 655 du réseau interurbain de l'Oise.

## Toponymie
Le nom de la localité est attesté sous les formes Tillole (1230) ; Tilloloy (1203) ; Thilloloy (1439) ; Tilloloye (1579) ; Thillolloy (1557) ; Tilloley (1664) ; Tilloloi (1733).

De oil tilloloie « lieu planté de tilleuls ».

## Histoire

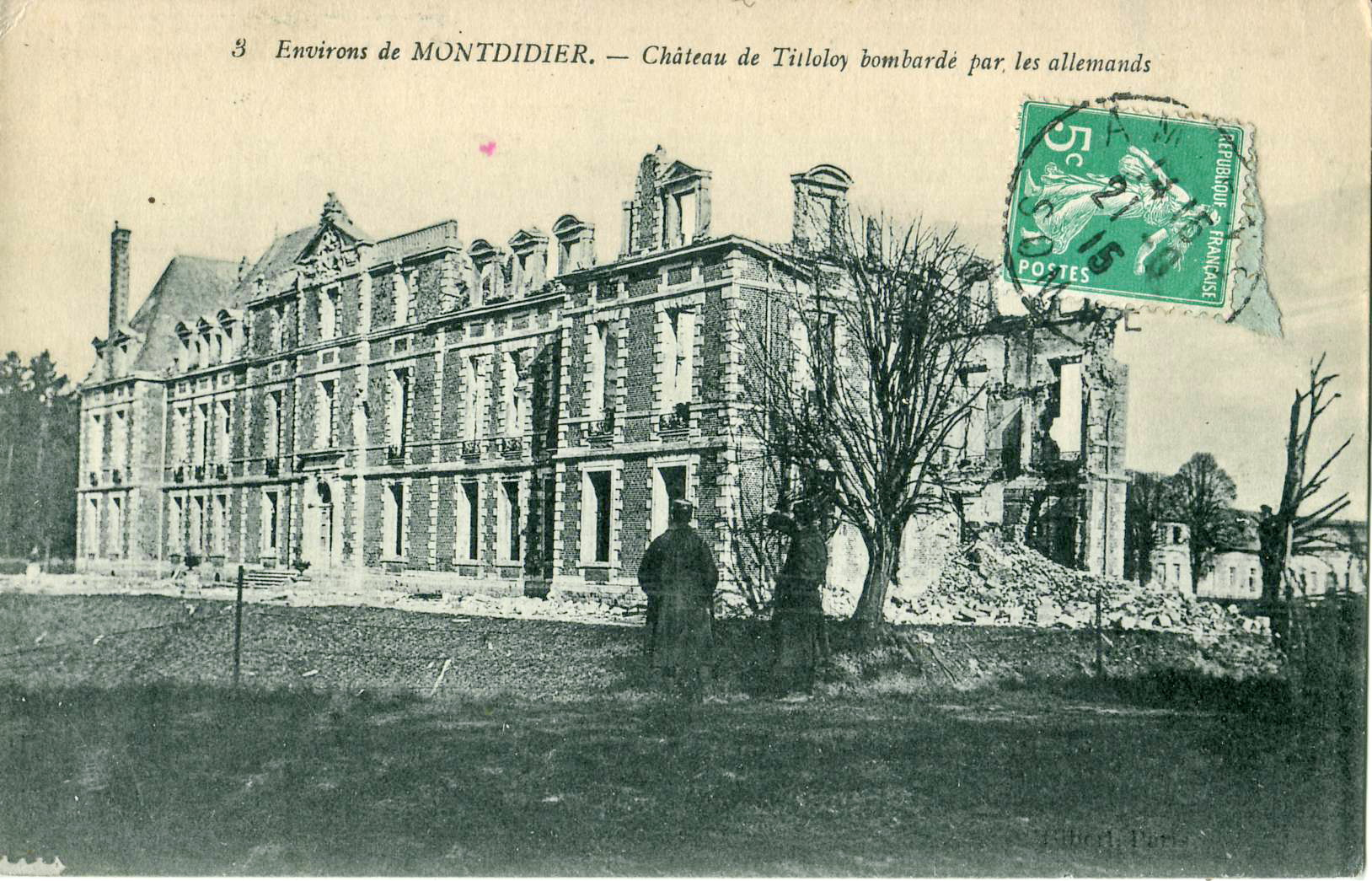
Ruines du château, en 1915, pendant la Première Guerre mondiale.

L'histoire du village a été longtemps liée à celle de la maison de Soyécourt, propriétaire du château. En effet, la seigneurie a été possédée jusqu'à la fin du XIIe siècle par les comtes de Vermandois, puis par des familles puissantes de la région. Le domaine seigneurial atteint son apogée sous le règne de Louis XIV, qui s'y rendit.
Première Guerre mondiale
Pendant la Première Guerre mondiale, l'armée allemande transforme le château et les communs en hôpital militaire. Des plaques mortuaires allemandes sont toujours apposées sur  les murets entourant le potager du château.
Le village est considéré comme détruit à la fin de la guerre ; il a  été décoré de la croix de guerre 1914-1918, le 30 octobre 1920.
La reconstruction, au début par baraques et une église provisoire, est faite avec l'aide des Filles de la révolution américaine, qui finance la construction d'un système d'adduction d'eau réalisé en 1921. Le maire de l'époque, le comte d'Hinnisdäl, déclare lors de inauguration du 23 août 1921 : «Nous, les survivants d'une guerre qui bouleversa le monde, louerons et exalterons pour toujours les Filles de la révolution américaine, leurs images gracieuses seront reflétées ô jamais dans l'eau pure qui nous est offerte ».
De 1947 jusqu'en 1978, les communs du château accueillent une colonie de vacances d'Houplines.

## Politique et administration

### Rattachements administratifs et électoraux

#### Rattachements administratifs
La commune se trouve  dans l'arrondissement de Montdidier du département de la Somme.
Elle faisait partie depuis 1793 du canton de Roye. Dans le cadre du redécoupage cantonal de 2014 en France, cette circonscription administrative territoriale a disparu, et le canton n'est plus qu'une circonscription électorale.

#### Rattachements électoraux
Pour les élections départementales, la commune fait partie depuis 2014 d'un nouveau  canton de Roye
Pour l'élection des députés, elle fait partie de la cinquième circonscription de la Somme.

### Intercommunalité
Tilloloy est membre de la communauté de communes du Grand Roye, un établissement public de coopération intercommunale (EPCI) à fiscalité propre créé en 2012 et auquel la commune a transféré un certain nombre de ses compétences, dans les conditions déterminées par le code général des collectivités territoriales.

### Liste des maires
| Période                                  | Période                       | Identité          | Étiquette | Qualité                                         |
| ---------------------------------------- | ----------------------------- | ----------------- | --------- | ----------------------------------------------- |
| Les données manquantes sont à compléter. |                               |                   |           |                                                 |
| avant 1921                               | après 1921                    | Comte d'Hinnisdäl |           |                                                 |
| Les données manquantes sont à compléter. |                               |                   |           |                                                 |
| 1965                                     | 1987                          | Marcel Comyn      |           | Agriculteur Ancien Directeur de SICA PARMENTIER |
| 1987                                     | En cours (au 28 juillet 2021) | Gérard Comyn      | DVD       | Réélu pour le mandat 2020-2026,                 |

## Population et société

### Démographie
L'évolution du nombre d'habitants est connue à travers les recensements de la population effectués dans la commune depuis 1793. Pour les communes de moins de 10 000 habitants, une enquête de recensement portant sur toute la population est réalisée tous les cinq ans, les populations de référence des années intermédiaires étant quant à elles estimées par interpolation ou extrapolation. Pour la commune, le premier recensement exhaustif entrant dans le cadre du nouveau dispositif a été réalisé en 2007.

En 2022, la commune comptait 327 habitants, en évolution de −6,84 % par rapport à 2016 (Somme : −1,26 %, France hors Mayotte : +2,11 %).
| 1793 | 1800 | 1806 | 1821 | 1831 | 1836 | 1841 | 1846 | 1851 |
| ---- | ---- | ---- | ---- | ---- | ---- | ---- | ---- | ---- |
| 516  | 462  | 567  | 505  | 489  | 532  | 543  | 522  | 466  |

| 1856 | 1861 | 1866 | 1872 | 1876 | 1881 | 1886 | 1891 | 1896 |
| ---- | ---- | ---- | ---- | ---- | ---- | ---- | ---- | ---- |
| 450  | 431  | 402  | 405  | 436  | 430  | 413  | 385  | 380  |

| 1901 | 1906 | 1911 | 1921 | 1926 | 1931 | 1936 | 1946 | 1954 |
| ---- | ---- | ---- | ---- | ---- | ---- | ---- | ---- | ---- |
| 370  | 336  | 361  | 307  | 297  | 287  | 268  | 280  | 333  |

| 1962 | 1968 | 1975 | 1982 | 1990 | 1999 | 2006 | 2007 | 2012 |
| ---- | ---- | ---- | ---- | ---- | ---- | ---- | ---- | ---- |
| 340  | 386  | 414  | 378  | 372  | 388  | 384  | 385  | 348  |

| 2017 | 2022 | - | - | - | - | - | - | - |
| ---- | ---- | - | - | - | - | - | - | - |
| 353  | 327  | - | - | - | - | - | - | - |

### Enseignement
Les communes de Beuvraignes,Tilloloy, Bus-la-Mésière, Laucourt, Dancourt-Popincourt, Marquivillers et Armancourt gèrent l'enseignement primaire en  regroupement pédagogique intercommunal (RPI), au moyen d'un syndicat scolaire (SISCO). Six classes sont implantées à Beuvraignes et trois à Tilloloy, pour l'année scolaire 2017-2018.

### Manifestations culturelles et festivités
Le festival Rétro C trop centré sur la musique rock des années 1960 à 1980  est organisé depuis 2015 au château de Tilloloy, ainsi que les Gourmandises musicales organisées avec l'office du tourisme du Pays de Parmentier,.

## Économie
Le principal employeur est le Foyer de Vie de 60 lits, qui accueille depuis 1989 des adultes de 18 à 60 ans en situation de lourd handicap.
Une société spécialisée dans la conservation de la pomme de terre est la seule activité industrielle.
Si environ dix chambres d'hôtes sont offertes dans le village, il n'y a plus ni artisans ni commerçants.

## Culture locale et patrimoine

### Lieux et monuments
- L'église Notre-Dame-de-Lorette, construite vers 1530, classée lors du premier inventaire des Monuments historiques en 1840. Elle a été représentée par le peintre Maurice Denis[40],[41]

- Le château, du XVIIe siècle (MH), en brique et pierre[42] et son parc[43]. Incendié et plusieurs fois bombardé lors de la Première Guerre mondiale, il ne subsistait en 1918 que des pans de murs. Il est restauré à la demande de la comtesse Marie Thérèse d'Hinnisdäl (1878-1959) par l'architecte Albert Montant au début des années 1930[26]. Propriété privée, il est devenu un lieu d'animation culturelle et accueille des réceptions[44]

- La fontaine publique, offerte en 1921 par la Société nationale des filles de la Révolution américaine des États-Unis d'Amérique (Daughters of the American Revolution ou D.A.R.), et construite en pierres blanches. Elle possède trois ouvertures à tête de lion en bronze qui alimentent un bassin semi-circulaire et porte l'inscription « Comme marque de sympathie pour les cruelles souffrances endurées par le peuple de France pendant la grande guerre et avec le désir de se rendre utiles cette fontaine et l'adduction d'eau pour le village sont offertes à Tilloloy par la Société des filles de la révolution Américaine des États-Unis d'Amérique. Aout 1921 »..

Édifiée à l'emplacement de l'ancienne école détruite pendant la Première Guerre mondiale, rue de Flandre, derrière l'église, elle rappelle la création du réseau d'adduction d'eau potable en 1921 par la NDSAR[Quoi ?],
- Observatoire d'artillerie, construit par les soldats du génie de la 26 D.I. en septembre 1915 et permettant d'observer à plusieurs kilomètres de distance, notamment jusque L'Échelle-Saint-Aurin. Selon Gérard Comyn, « il y avait un chemin creusé pour y accéder en toute sécurité. Les soldats avaient pris leurs quartiers ici. Ce poste a permis de ralentir la progression de l'ennemi, en faisant un minimum de tués. Même s'il y en a eu beaucoup trop ». La commune est propriétaire du terrain et souhaite faire classer l'édifice comme monument historique[46].

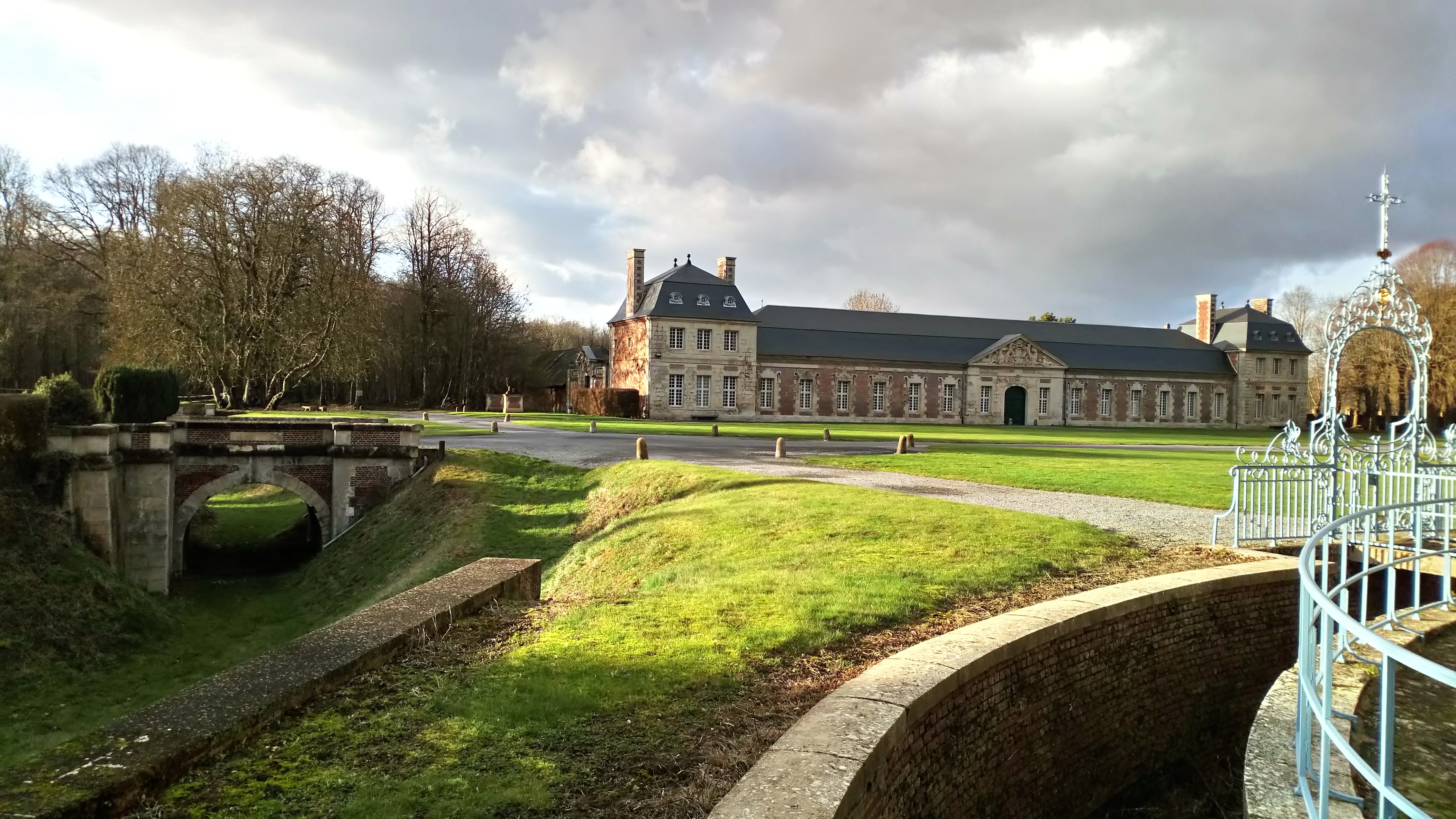
Le château, le parc  et les communs
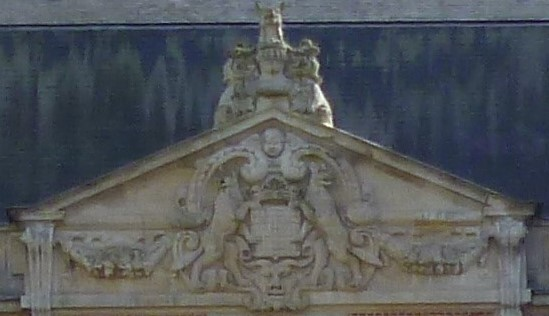
Fronton armorié du château
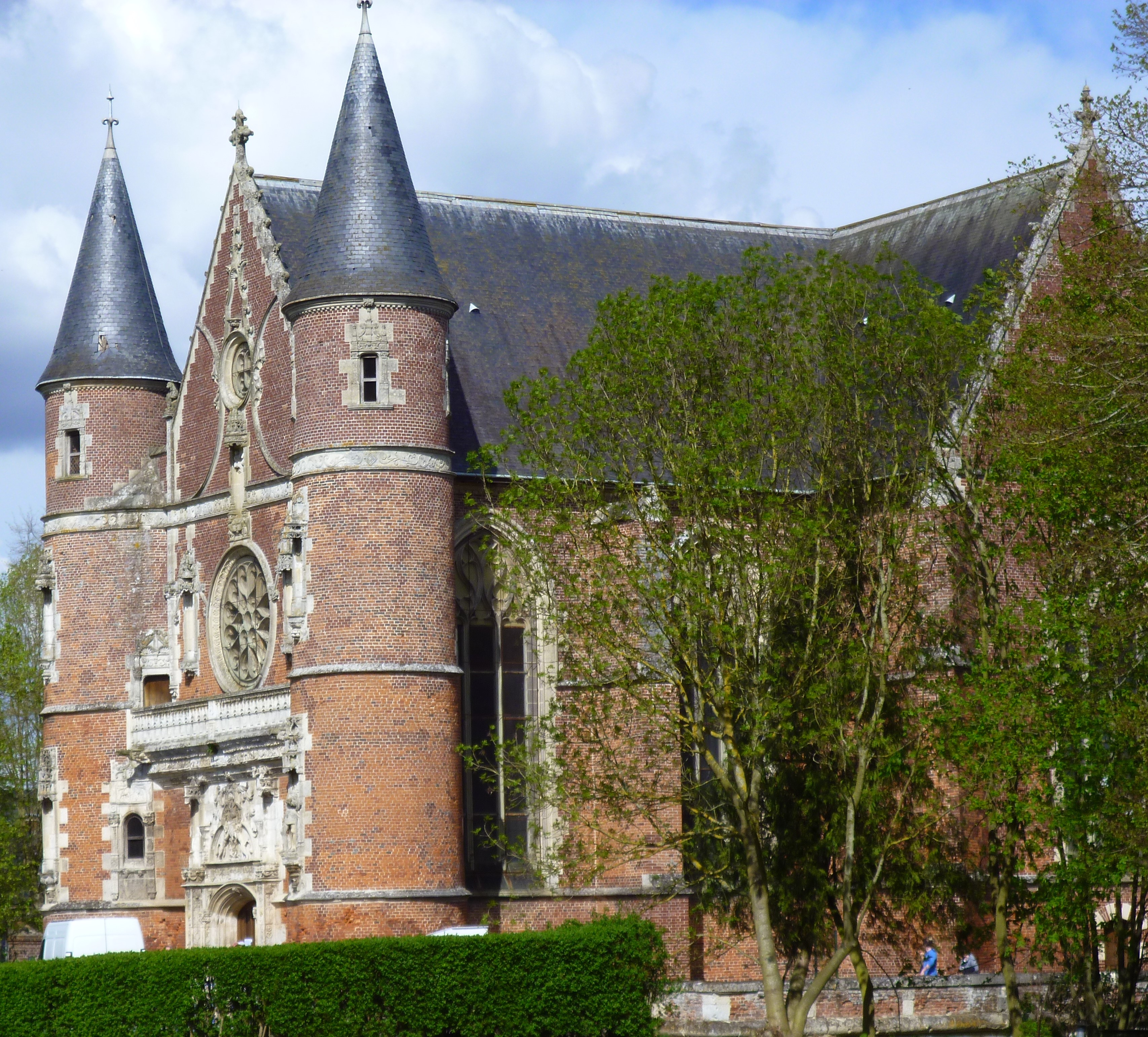
Église Notre-Dame de Lorette
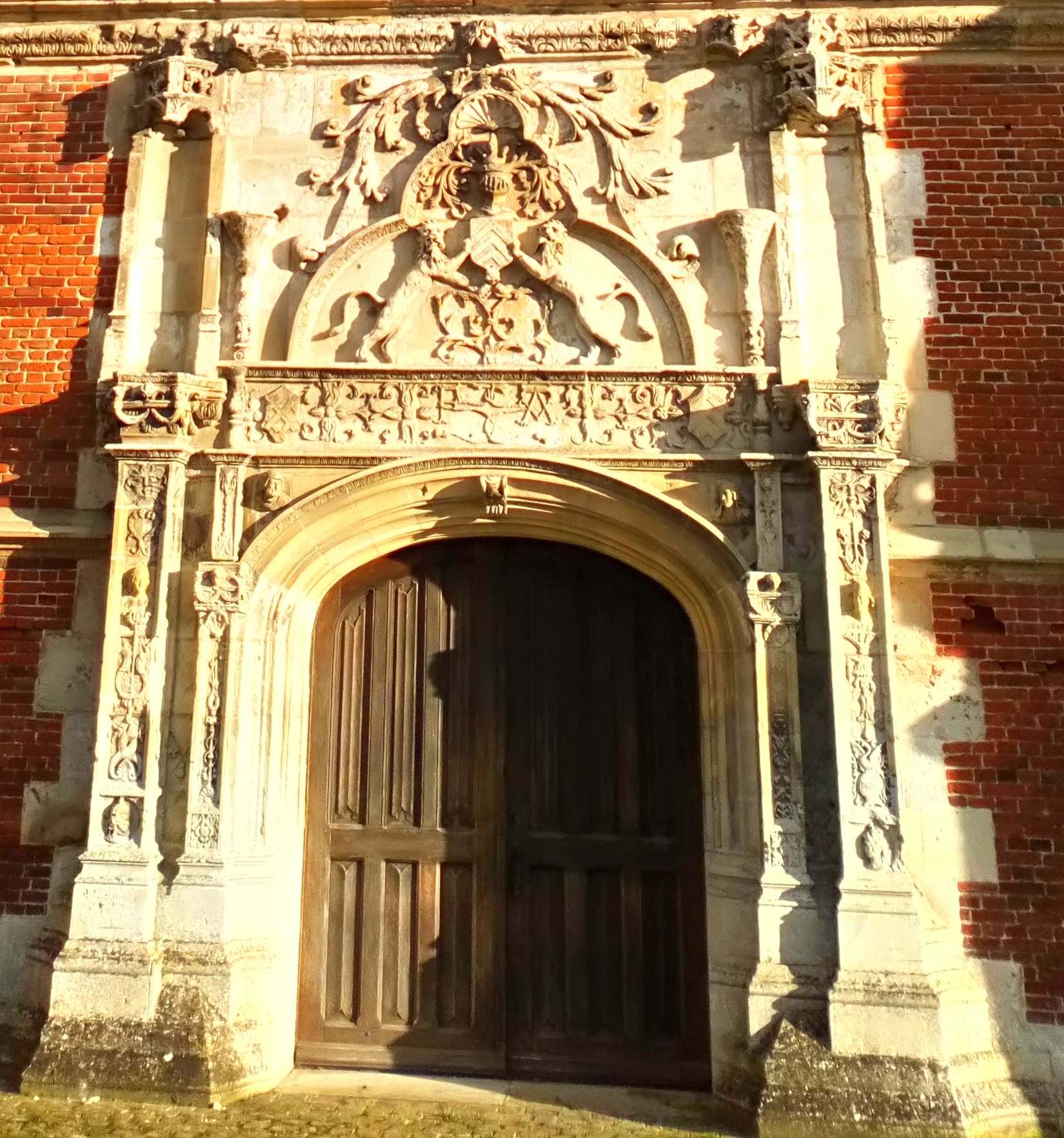
Le portail orné de l'église
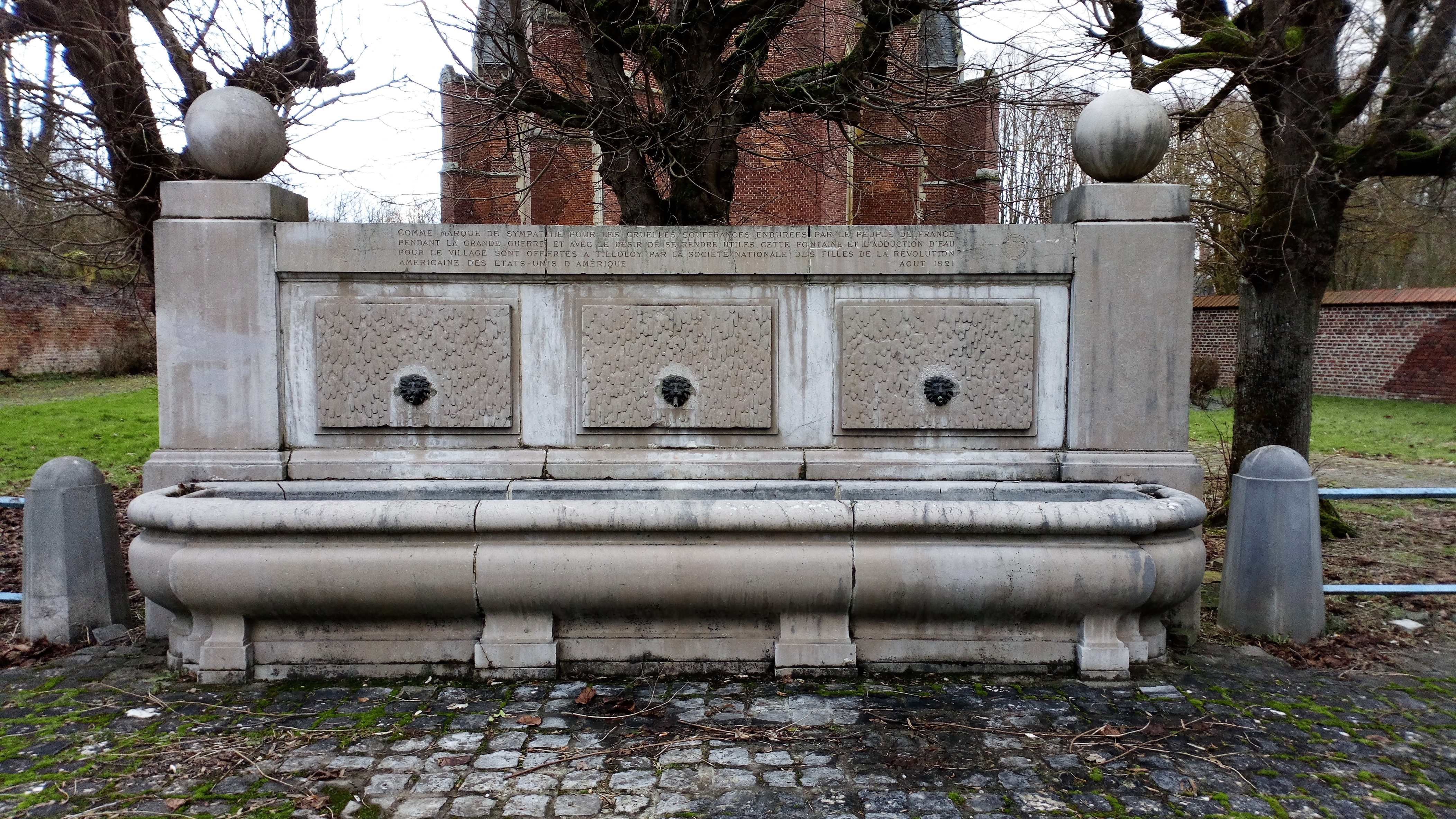
Fontaine offerte en 1921 par la Société nationale des filles de la Révolution américaine des États-Unis d'Amérique.

### Héraldique
| Blason de Tilloloy | Blason  | De sable fretté d'argent semé de fleurs de lys. |
| Blason de Tilloloy | Détails | La commune a composé son blason à partir des armes de deux maisons, seigneurs, comtes et châtelains locaux : Belleforière (de sable semé de fleurs de lis d'or) et Soyécourt (d'argent fretté de gueules). Blason utilisé par la commune. |

### Personnalités liées à la commune
- François Flameng, peintre officiel des armées, qui a immortalisé les combats qui eurent lieu ici pendant la Grande Guerre et dont les nombreux croquis et dessins parurent dans la revue L'Illustration.
- Blaise Cendrars[45],[26] raconte dans « La Main coupée » que l'escouade de la Légion étrangère qu'il commandait a combattu de février à mai 1915 à Tilloloy. Dans le potager, existe toujours dans le mur la mémoire de son copain Rossi (soldat ERASO du 3e régiment de marche de volontaires étranger).
- Jean Marais et Jean Cocteau ont passé la Saint-Sylvestre de 1939 au château, et en on dédicacé son livre d'or[23].